# کریستی مک‌نیکول
کریستی مک‌نیکول (انگلیسی: Kristy McNichol؛ زادهٔ ۱۱ سپتامبر ۱۹۶۲) یک هنرپیشه اهل ایالات متحده آمریکا است. وی بین سال‌های ۱۹۷۰ تا ۱۹۹۸ میلادی فعالیت می‌کرد.

## گزیدهٔ فیلم‌شناسی
- تو نمی‌تونی در عشق عجله کنی (۱۹۸۸)
- تنها وقتی می‌خندم (۱۹۸۱)
- عزیزان کوچک (۱۹۸۰)
- یکشنبه سیاه (۱۹۷۷)

## جوایز
- ۱۹۷۷ - برندهٔ جایزه امی برای سریال «خانواده»
- ۱۹۷۸ - برندهٔ جایزه امی برای سریال «خانواده»
- ۱۹۷۹ - برندهٔ جایزه امی برای سریال «خانواده»
- ۱۹۷۹ - برندهٔ جایزه گلدن گلوب برای سریال «خانواده»
- ۱۹۸۰ - برندهٔ جایزه برگزیده مردم
- ۱۹۸۰ - برندهٔ جایزه امی برای سریال «خانواده»
- ۱۹۸۰ - برندهٔ جایزه هنرمند جوان برای سریال «خانواده»
- ۱۹۸۱ - برندهٔ جایزه هنرمند جوان برای فیلم «عزیزان کوچک»
- ۱۹۸۲ - برندهٔ جایزه هنرمند جوان برای فیلم «تنها وقتی می‌خندم»
- ۱۹۸۲ - برندهٔ جایزه گلدن گلوب برای فیلم «تنها وقتی می‌خندم»